# Miguel Ángel Arredonda
Miguel Ángel Arredonda Crecente (Madrid, 1944) es un ingeniero y político andalucista español.

## Biografía
Ingeniero superior por la Escuela Técnica Superior de Ingeniería (ICAI) de la Universidad Pontificia de Comillas en 1968, se incorporó a trabajar en una empresa en Madrid, pero al año siguiente aceptó un proyecto en Málaga para montar una hormigonera, estableciéndose definitivamente en la ciudad andaluza. Sus primeros contactos con el andalucismo político en el tardofranquismo tuvieron lugar en 1972, cuando conoció a Alejandro Rojas Marcos, que por entonces dirigía la Alianza Socialista de Andalucía (ASA). Desde aquel momento Arredonda se vinculó al progresismo andalucista. Fue el representante de ASA en la Junta Democrática y en 1976 fue elegido miembro de la dirección colegiada —con Rojas Marcos y Luis Uruñuela— del Partido Socialista de Andalucía (PSA), nueva denominación adoptada por ASA. En las elecciones de 1977, primeras libres tras la dictadura, fue candidato al Congreso de los Diputados en la circunscripción de Málaga por la candidatura de Unidad Socialista (PSA y Partido Socialista Popular), no resultando elegido. En las siguientes elecciones, las de 1979 encabezó con éxito las listas del PSA por Málaga, obteniendo el escaño. Fue portavoz titular de la Junta de Portavoces del Congreso desde 1980 a 1982. Arredonda, ya como vicepresidente del PSA, participó en la redacción del Estatuto de Autonomía de Andalucía y pidió el voto favorable al mismo en el referéndum de octubre de 1981 y fue consejero de Medio Ambiente en la Junta Preautonómica de Andalucía bajo la presidencia de Rafael Escuredo. En las elecciones generales de 1982 no renovó el mandato y a mediados de la década de 1980 abandonó la actividad política pública. Con la crisis provocada por la salida de Pedro Pacheco de la secretaría general del partido en 1991, Arredonda ocupó el cargo hasta 1995, presentándose sin éxito a la alcaldía de Málaga en las elecciones municipales de ese año.